# Pallas-Stern
La banque Pallas Stern était une banque française dont le siège social était situé 61 rue de Monceau à Paris 8e (actuel siège parisien de la banque Morgan Stanley).
Elle a été placée en redressement judiciaire le 30 juin 1995 et en liquidation judiciaire le 28 février 1997.

## Historique
Issue en 1992 de la fusion de la banque Stern avec la Banque Pallas France, toutes deux filiales de la Comipar (Compagnie industrielle à Paris), holding constituée en 1991 à l'initiative de Gérard Eskénazi avec l'aide de la Société de banques suisses, d'Elf Aquitaine et du groupe Schneider notamment. La banque Stern, créée à Paris en 1832 par Antoine Jacob Stern sous le nom de Stern & Cie, a été revendue en 1989 par son héritier Édouard Stern à la Société de banques suisses (SBS).
La Banque Pallas France, spécialisée dans les placements à haut-risque, a été fondée en 1984 par Pierre Moussa, ancien président de Paribas qui a été démissionné par Pierre Mauroy à la suite d'opérations visant à soustraire les actifs étrangers de Paribas lors de sa nationalisation.
La Banque Pallas France est fortement touchée par l'effondrement du marché de l'immobilier parisien en 1991. Sa reprise par le groupe de Gérard Eskénazi et la fusion concomitante avec la banque Stern ne suffisent pas à rétablir une situation lourdement compromise. Le 23 juin 1995, la banque est lâchée par ses actionnaires, notamment Elf Aquitaine,  dont son nouveau président Philippe Jaffré était en discorde avec la SBS. (Celle-ci l'ayant remerciée de sa présidence quelques années plus tôt). La Comipar demande alors la nomination d'un administrateur provisoire. Le 30 juin, la banque est placée en redressement judiciaire, puis rapidement en liquidation judiciaire. 
Le président Gérard Eskénazi et d'autres dirigeants ont été mis en cause au sujet de la qualité de l'information financière mais tous ont été relaxés en appel en 2003. Les autres procédures les concernant, notamment auprès de la Commission des opérations de bourse, se sont aussi conclues par des relaxes.
Sous l'impulsion des organes de la procédure, les grands actionnaires de la Comipar contribueront à combler une grande part du passif. Quinze ans plus tard, les créanciers chirographaires auraient récupéré près de 100 % de leurs avoirs.

## Parcours judiciaire
Placée sous administration provisoire depuis le 22 juin 1995, la banque sera placée en redressement judiciaire par le Tribunal  de commerce de Paris le 30 juin 1995. 
Comme le rappelle très justement l'arrêt de la Chambre criminelle de la Cour de cassation le 04 novembre 2004 (Pourvoi n°03-82.777, Inédit), dans l'affaire portée par l'Association de Défense  des Intérêts des Porteurs d'Obligations et autres titres de créance de la banque Pallas Stern et de  ses filiales (ADEFIC):  "La société holding Compagnie industrielle à Paris (Comipar), constituée en 1991, a, courant 1992, pris le contrôle des banques Pallas France et Stern, devenues, par fusion-absorption, la société de banque Pallas Stern (BPS) ; que celle-ci, malgré des augmentations de capital et des conventions de portage tendant à réduire ses engagements dans les secteurs de l'immobilier, n'a pu être convenablement recapitalisée; que n'ayant pas respecté les ratios imposés aux établissements de crédit, elle a été pourvue d'un administrateur provisoire qui a déclaré la cessation de ses paiements; que les sociétés Comipar et BPS ont été déclarées en redressement puis en liquidation judiciaire, avec confusion de leurs patrimoines, la date de cessation des paiements ayant été fixée en mars 1995."